# Arthur Halloway

a Compétitions nationales et continentales officielles uniquement.

b Matchs officiels uniquement.
Arthur Halloway, né le 17 juillet 1885 et mort le 29 janvier 1961, était un joueur de rugby à XIII australien évoluant au poste de demi de mêlée dans les années 1910 et 1920 avant d'entamer une carrière d'entraîneur. En club, il a effectué sa carrière tout d'abord à Glebe avant de la poursuivre aux Balmain Tigers, Eastern Suburbs et St. Paul's. Il a également été appelé aux New South Wales Blues, Queensland Maroons et en sélection d'Australie. En tant qu'entraîneur, il a eu sous son management Newtown Jets, Eastern Suburbs, North Sydney Bears et Canterbury Bulldogs. Il est admis au temple de la renommée du rugby à XIII australien en 2007 et fait partie de la liste des cents meilleurs treizistes australiens.